# Europeiska dataskyddsstyrelsen
Europeiska dataskyddsstyrelsen (engelska: European Data Protection Board, EDPB) är ett oberoende organ inom Europeiska unionen med uppgift att se till att dataskyddsförordningen (GDPR) och dataskyddsdirektivet för brottsbekämpning tillämpas enhetligt inom hela unionen. Styrelsen består av företrädare för de ansvariga nationella tillsynsmyndigheterna och Europeiska datatillsynsmannen.
Till Europeiska dataskyddsstyrelsens uppgifter hör bland annat att ge råd och avge yttranden till Europeiska kommissionen i frågor som rör skydd av personuppgifter samt utfärda riktlinjer, rekommendationer och bästa praxis i syfte att främja en enhetlig tillämpning av unionens dataskyddsbestämmelser.
Europeiska dataskyddsstyrelsen inrättades genom dataskyddsförordningen den 25 maj 2018 och ersatte då den tidigare artikel 29-gruppen. Styrelsen fattar sina beslut med enkel majoritet bland tillsynsmyndigheternas företrädare; i vissa fall saknar dock Europeiska datatillsynsmannen rösträtt. En ordförande och två vice ordförande för styrelsen utses för en period av fem år i taget, som kan förnyas en gång. Ordförande är Andrea Jelinek sedan den 1 februari 2018. Europeiska datatillsynsmannen tillhandahåller styrelsen ett sekretariat. Europeiska dataskyddsstyrelsen har sitt säte i Bryssel, Belgien.